# Pachycondyla hottentota
Pachycondyla hottentota är en myrart som beskrevs av Carlo Emery 1886. Pachycondyla hottentota ingår i släktet Pachycondyla och familjen myror. Inga underarter finns listade i Catalogue of Life.

## Bildgalleri

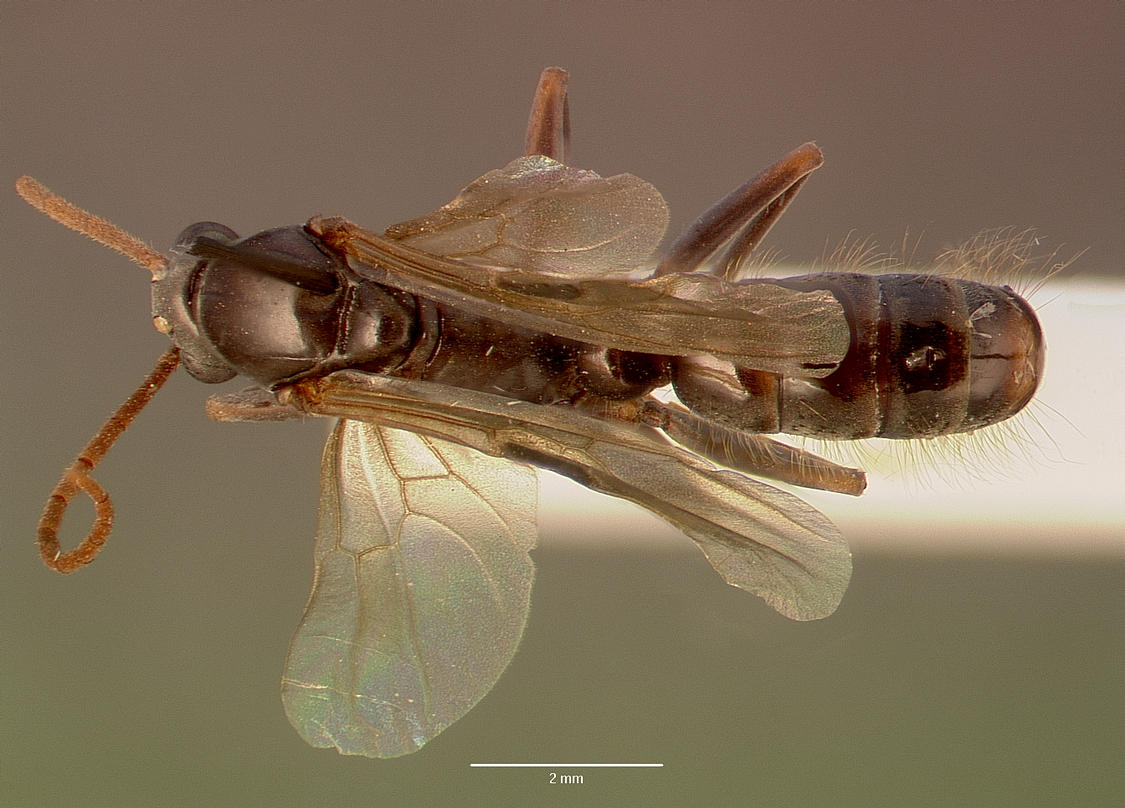
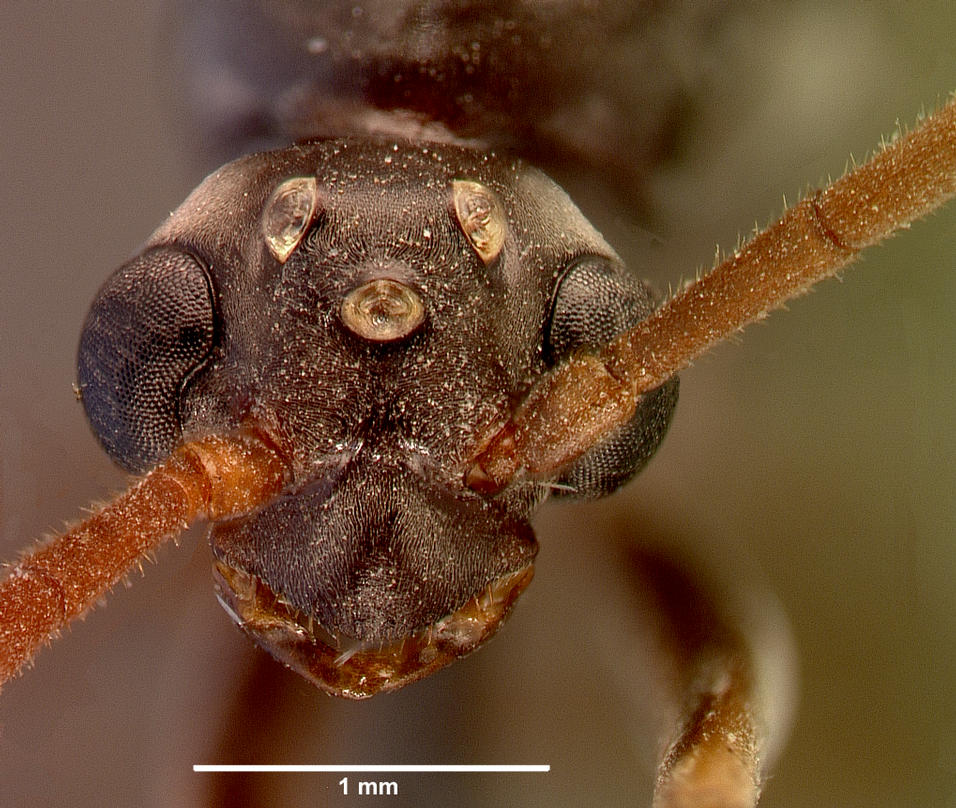
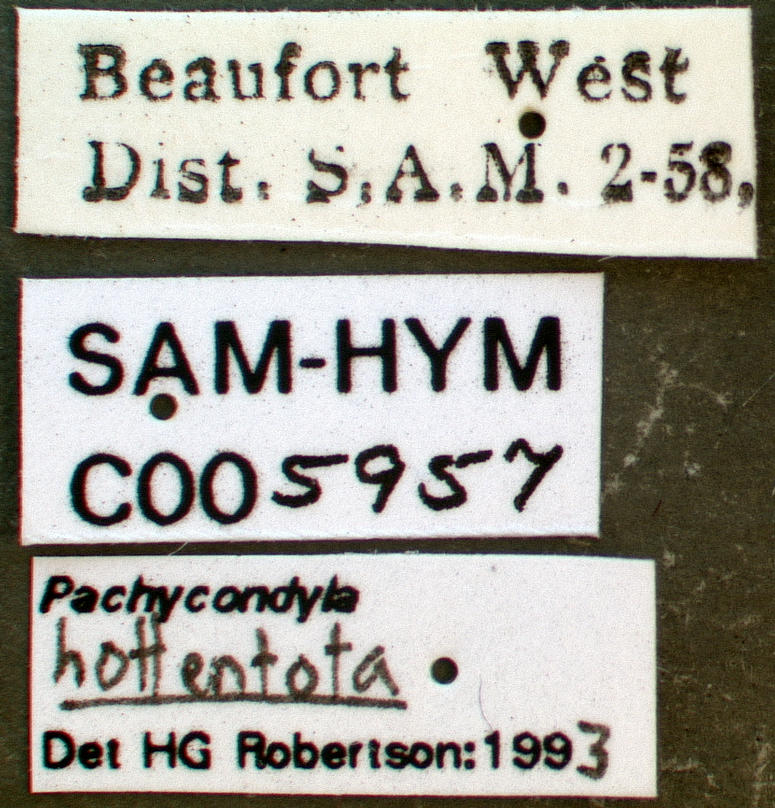
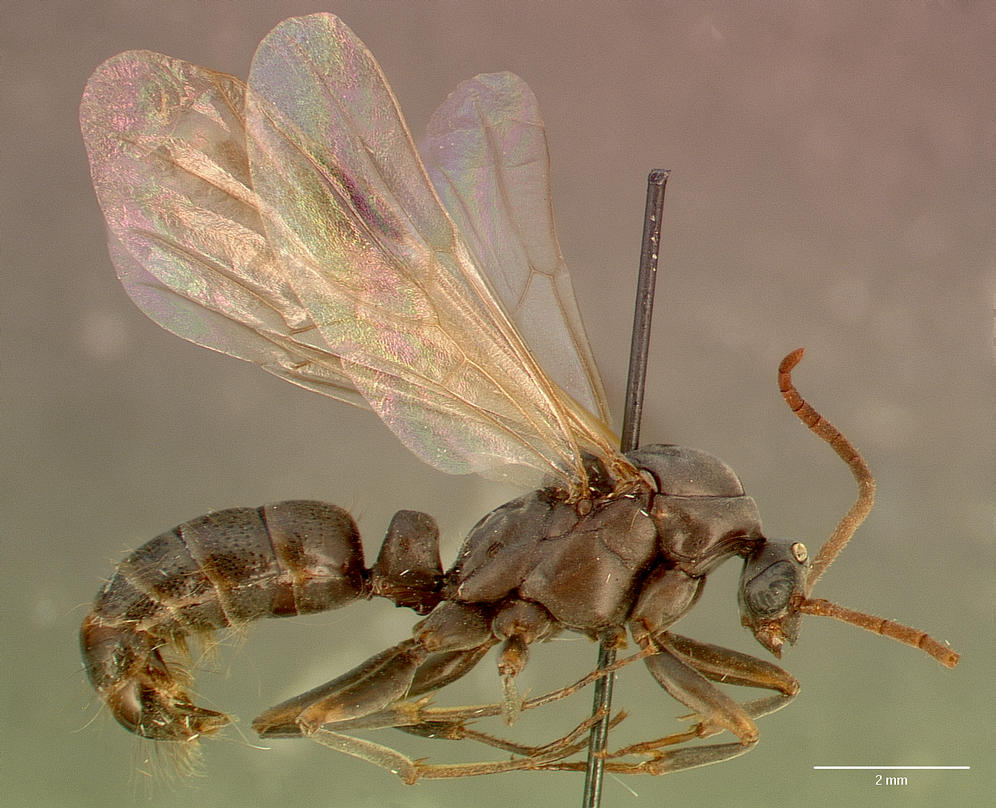
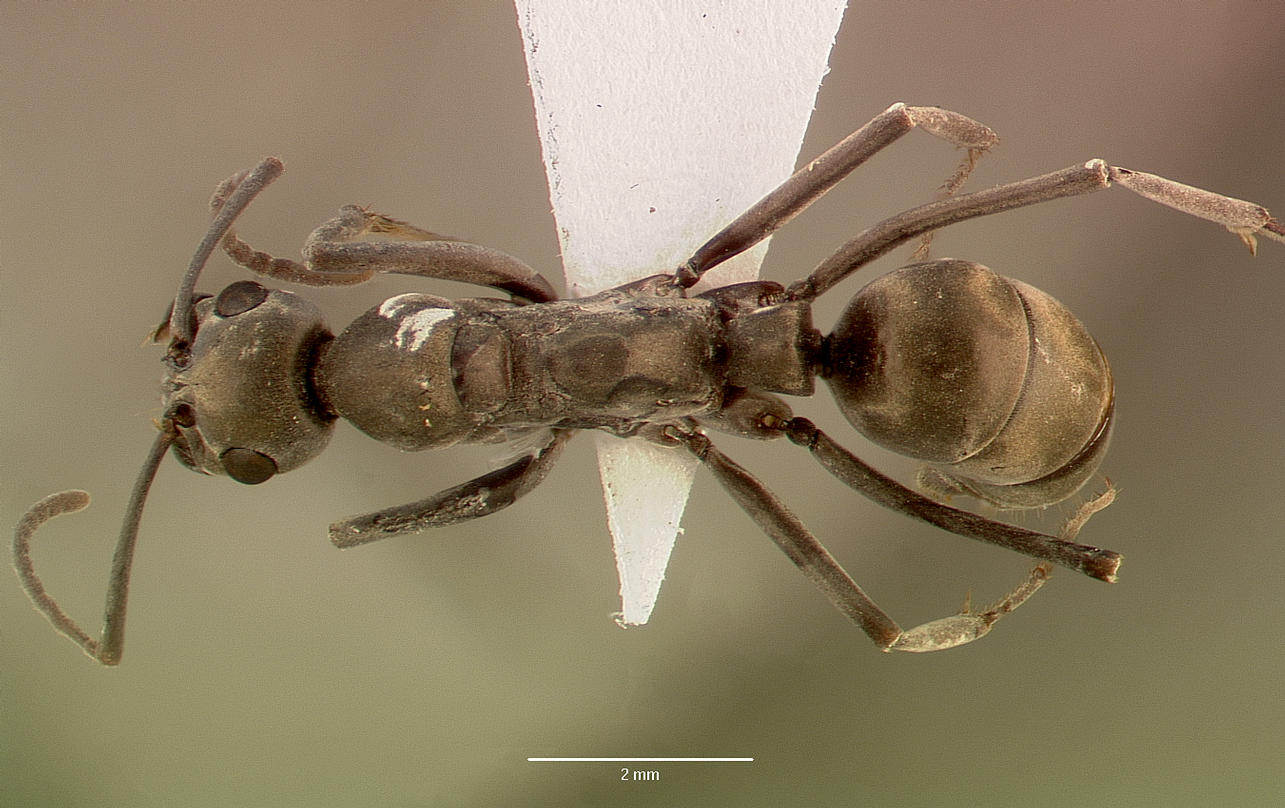
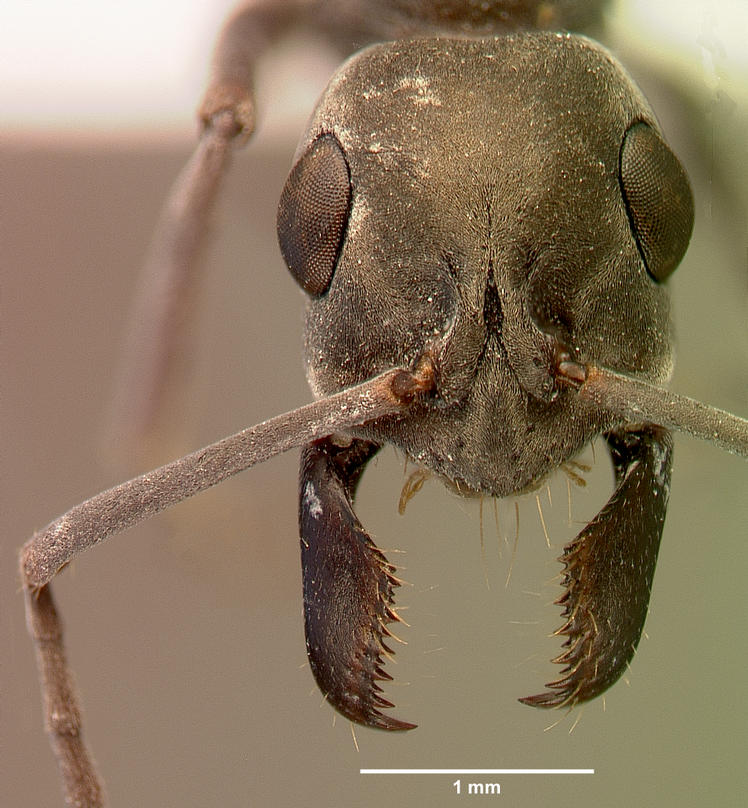